# برایسن (کالیفرنیا)
برایسن (به انگلیسی: Bryson) یک منطقهٔ مسکونی در ایالات متحده آمریکا است که در شهرستان مونتری، کالیفرنیا واقع شده‌است. برایسن ۲۹۵ متر بالاتر از سطح دریا واقع شده‌است.